# Pakamban Daya
Pakamban Daya is een bestuurslaag in het regentschap Sumenep van de provincie Oost-Java, Indonesië. Pakamban Daya telt 2985 inwoners (volkstelling 2010).